# 荃灣灰窰角街工廈水泥藏屍案

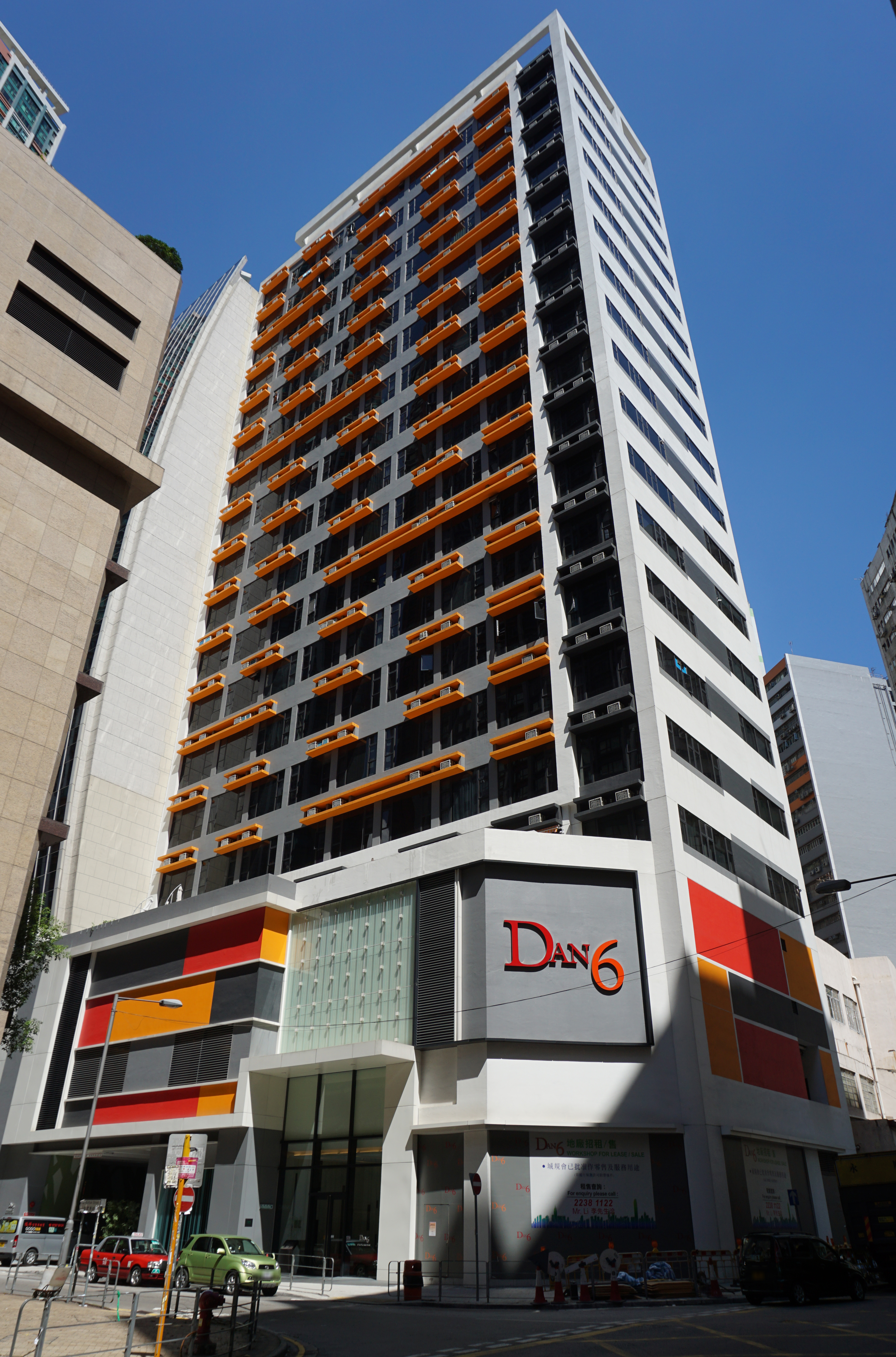
案發大廈DAN6

荃灣灰窰角街工廈水泥藏屍案，又稱荃灣工廈石棺藏屍案，是2016年3月4日於香港荃灣灰窰角街DAN6工廠大廈9樓D室發生的一宗命案，28歲男子張萬里懷疑被人用哥羅芳殺害，再被人封於灌滿混凝土的木箱內，外觀有如石棺。

## 涉事者
案件死者為華裔男子張萬里（28歲），生前居於北角健康邨，曾任職電訊公司客戶服務部，遇害時正待業，其朋友透露張生前為人善良、孝順、熱心及有義氣，喜歡幫助朋友；據悉他2008年於美國麻省理工學院在港開辦之遙距課程上認識主犯，繼而與其成為好友，但最終因錢債糾紛而惹上殺身之禍。
在此案中警方一共曾拘捕九人，當中四人被律政司起訴，而其中一人其後再獲律政司撤銷控罪。
- 男子曾祥欣（26歲），1989年出生，主犯，與事主相識八年，心儀「小草」，經常到「小草」任職的餐廳「呃飲呃食」（騙飲騙食），甚少結賬，更公然走入餐廳廚房找食物，職員忍無可忍，結果被餐廳負責人趕走，之後他仍然有與「小草」保持聯絡。被餐廳負責人形容為「賤男」一名。[2]
- 男子張善恒（23歲）。
- 男子劉錫豪（21歲），綽號「舞王」，曾參與多個香港及國際街舞比賽。
- 女子何菱瑜（18歲）（原名何靜雯，於2015年改為現名），綽號「小草」[3]，1998年生於中國內地，約2至3歲時來港，中五學歷，於2015年起與男友同居於葵芳。[4]，於旺角登打士街一間「日式女僕餐廳」任職侍應，同時亦為角色扮演愛好者。於被捕後不久旋即獲保釋，2016年8月12日獲控方撤銷控罪。何菱瑜在2018年4月以特赦證人身份為案件作供，期間多次表示自己沒有策劃殺人，在被辯方律師盤問時多次大哭。[5]

有五人曾被香港警方拘捕，但最後並無被起訴及獲釋：
- 郭姓女子（26歲）：死者之未婚妻，於死者失蹤兩天後向香港警方報案，其後因隱瞞與其他疑犯相識而被調查。
- 廖姓男子（27歲）：主嫌友人，於兇案現場遺下工作證。
- 唐姓男子（24歲）：主嫌友人，在3月中收到主嫌電話，其聲稱自己殺人並逃亡台灣，但延遲至3月尾才報案，警方懷疑他知情不報而被調查。
- 梁姓男子（21歲）：曾到過兇案現場，被懷疑曾協助處理過屍體。
- 蔡姓少女（16歲）：梁之女友，曾與其一同到過兇案現場，被懷疑曾協助處理屍體。

## 案情
案件發生於2016年3月4日，曾祥欣疑因被張萬里追債，遂聯同其餘2名男疑犯計劃以哥羅芳將張萬里迷暈，惟因劑量過重而導致張萬里身亡，故各疑人設法處理屍體。期間有人提議製造一石棺封屍，並於荃灣的建材店購買水泥及泥沙。其後眾人擬將石棺運走時，疑因升降機誤以為超重而鳴響，眾人隨即將石棺運回單位內並潛逃台灣。
至2016年3月29日警方接獲報案，報案人指收到一名友人的訊息表示已經殺人，且已前往台灣。警方根據資料前往事發單位，調查一宗港島區的失蹤人口案件，當抵達現場單位門口時，已嗅到異味，且無人應門，於是聯絡業主開鎖入屋，立即發現在單位中央放置了一個長方形的水泥磚，並傳出濃烈的惡臭，懷疑有屍體藏於其中，經消防員五小時開鑿，發現屍體已嚴重腐爛，其後檢視屍身衣服與事主失蹤時所穿脗合，經家屬認屍後，証實死者為28歲失蹤男子張萬里。
2016年4月10日，女疑兇何菱瑜(小草)主動到台北市政府警察局文山第二分局報案，翌日被台灣警方拘捕三名疑犯，由於台港之間司法互助不完善，台灣方面遂以逾期滯留為理由，並送交台灣內政部移民署實施遞解出境的方法來「引渡」，並在臺灣桃園國際機場移交給香港人員，嫌犯在人員的看守下上機，落地後香港警方依法進行拘捕。
由於何菱瑜在台灣期間被三名男疑兇沒收護照，疑不堪擔憂被人口販賣的壓力之下，最終向其香港男友求援，其後男友趕至台灣並陪同何菱瑜向當地警方報案，繼而揭發三男行踪。

## 司法程序
何菱瑜 (小草) 於2016年4月13日被落案控告一項串謀謀殺罪，翌日於荃灣裁判法院提堂。代表她的法庭當值律師，未有申請保釋，由於警方須作進一步調查，包括驗屍、調查電話紀錄及銀行戶口等，故被還押監房看管，延至同年6月23日再提訊。（案件編號：TWCC745/2016）
何菱瑜於2016年5月17日於高等法院申請保釋，獲暫委法官麥明康批准以10萬元現金，及母親自簽5萬港元人事擔保外出候訊，但須交出所有旅遊證件並不准離開香港，以及每天早上9時至晩上9時到元朗警署報到，若更改住址需24小時前通知警方。（案件編號：HCMP1081/2016）其後何菱瑜於2016年8月12日獲控方撒銷控罪。
曾祥欣、張善恒及劉錫豪於2016年4月13日被落案控告一項串謀謀殺罪，翌日於荃灣裁判法院提堂，控方要求將案押後三天，以便安排認人手續，要求期間3人還押警署看管，但曾祥欣及劉錫豪提出反對，主任裁判官羅德泉亦質疑，若由懲教人員將被告帶到警署出席認人手續，理應沒有問題，案件押後至2016年4月20日再提訊，3人均沒有申請保釋。2016年4月19日，進行第二次提堂，控方透露已完成認人程序，當中曾祥欣及劉錫豪被認出，裁判官將案押後至2016年6月23日再提訊，三人轉交懲教署看管，屆時將與另一被告何菱瑜一同提訊。2016年6月23日，三名被告進行第三次提堂，控罪由串謀謀殺罪改為謀殺罪，並新增阻止合法埋葬屍體罪，裁判官將案押後至7月29日於東區裁判法院審訊。3名被告暫時毋須答辯，還押候訊。並於9月9日於東區裁判法院提訊(案件編號：TWCC762/2016)
2016年9月9日，3名被告進行第四次提堂，由於控辯雙方需要時間處理文件，故申請將案件押後至下月7日審訊，獲裁判官接納。3名被告未有申請保釋，還押候訊。
案件排期至2018年3月19日開審，審期35天，英文審訊，並會在2017年11月20日預審。
案件於2018年4月10日終正式開審（編號：HCCC 459/2016），高等法院選出7名男子出任陪審員，並將何菱瑜由被告轉為污點證人。
審訊至2018年5月17日，原主審法官李瀚良早上未有於法庭出現，法官彭寶琴稱李官因身體抱恙而缺席，並須立即接受長時間治療，而且短期內都無法出席聆訊。法庭下令解散陪審團，並頒令眾人不得跟其他人討論案件，包括在社交媒體上或面談。案件將會重新排期至2019年3月18日審理，並選出新的陪審團聽審。及後再改期至2019年10月14日，審期同為35天。
2019年10月14日，案件在高等法院開審，並且選出由4男3女組成的陪審團。3名無業男被告否認一項謀殺罪，控方傳召19名控方證人，其中包括本案關鍵污點證人「小草」何菱瑜。
2019年10月16日，高等法院續審此案，由李瀚良法官主審。
2019年12月13日，高等法院審畢此案，首被告謀殺罪成囚終身，次被告及第三被告誤殺罪成。
2019年12月16日，次被告及第三被告判監17年，包括誤殺罪判監15年，以及非法處理屍體罪判監4年8個月，其中2年分期執行。

## 政治影響
此案使台灣與香港出現了新模式的警務合作，由於政治原因，台港兩地並無「刑事事宜相互法律協助協議」或「移交逃犯協議」，兩地的警方並不能以正常程序「引渡」移交犯罪嫌疑人。是次的安排是先由台灣警政署以曾祥欣、張善恒及劉錫豪的簽注到期為起點，並以「有危害我公共安全之虞」，要求移民署註銷他們4人簽證，再以逾期滯台的理由，將之進行強制遣返。而台灣與香港警方合作，以香港註冊的國泰航空於2016年4月12日的CX467班機移送，這可使香港警方能於班機離開台灣落地香港後，便立即拘捕疑人。

## 軼聞
因有台灣傳媒指女疑兇何菱瑜 (小草) 與一起逃亡的三名男疑犯關係曖昧，在何菱瑜從台灣返回香港後，其男友黎Ｘ賢於2016年4月13日清晨主動邀請報章接受訪問，他在片段中表示，何菱瑜並非「姓曾」的女朋友，也沒有暗戀「姓張」的疑犯，他還澄清何菱瑜是其女友，已拍拖兩年多，她是一個怎樣的人，相信沒人比他更清楚或更了解，即使她身邊的朋友問及，也不相信她是一個這樣的人。有些事情也不用多解釋，自己明白便可。尤其當看完網上的留言後，更不希望別人覺得何菱瑜是一個這樣的女生。在其男友眼中，何菱瑜為人單純、愛恨分明，並不是一個在感情方面拖泥帶水的人。他甚至認為外界會認為自己是一個傻瓜、戴綠帽的人也好，但自己不介意外界如何看待自己，只是介意外界怎麼看待何菱瑜，他認為自己身為一個男朋友，需要為她澄清，因為當她看完這些報導後感到非常不開心。他甚至引述，何菱瑜根本由始至終對「姓曾」疑犯沒有任何感覺，甚至只是一個普通的朋友，也沒有做過對不住自己的事，沒有牽涉在其他的感情關係中。而他在2016年4月14日其女友第一次在荃灣裁判法院提堂後，於法院外向記者表示自己認識何菱瑜的家人，但希望大家不要騷擾她的家人，因為她的妹妹仍在讀書，不希望影響其妹在學校內受到閒言閒語，他亦表示或會為女友申請法律援助。